# Ufuk
Ufuk ist ein männlicher Vorname.

## Bedeutung
Ufuk ist ein türkischer Vorname arabischer Herkunft. Übersetzt bedeutet er „Horizont“.

## Namensträger
- Ufuk Akyol (* 1997), deutsch-türkischer Fußballspieler
- Ufuk Bayraktar, bekannt als Ufo361 (* 1988), deutsch-türkischer Rapper
- Ufuk Bayraktar (* 1986), türkischer Fußballspieler
- Ufuk Budak (* 1990), aserbaidschanischer Fußballspieler
- Ufuk Ceylan (* 1986), türkischer Fußballspieler
- Ufuk Özbek (* 1992), türkischer Fußballspieler
- Ufuk Süer (* 1972), türkischer Fußballspieler
- Mehmet Ufuk Uras (* 1959), türkischer Politiker

## Weiteres
- Ufuk-Universität (Ufuk Üniversitesi), Universität in Ankara[1]